# Вилькицкий, Борис Андреевич
Бори́с Андре́евич Вильки́цкий (22 марта [3 апреля] 1885, Пулково — 6 марта 1961, Брюссель) — русский морской офицер, капитан 1-го ранга (30.07.1916), гидрограф, геодезист, исследователь Арктики, первооткрыватель Северной Земли.

## Биография
Родился в семье гидрографа, капитана Андрея Ипполитовича Вилькицкого (впоследствии генерала Корпуса гидрографов, начальника Гидрографического управления).
Окончил Морской кадетский корпус (1904), в чине мичмана участвовал в русско-японской войне 1904—1905 гг. на кораблях эскадры Тихого океана. В декабре 1905 г. получил чин лейтенанта.

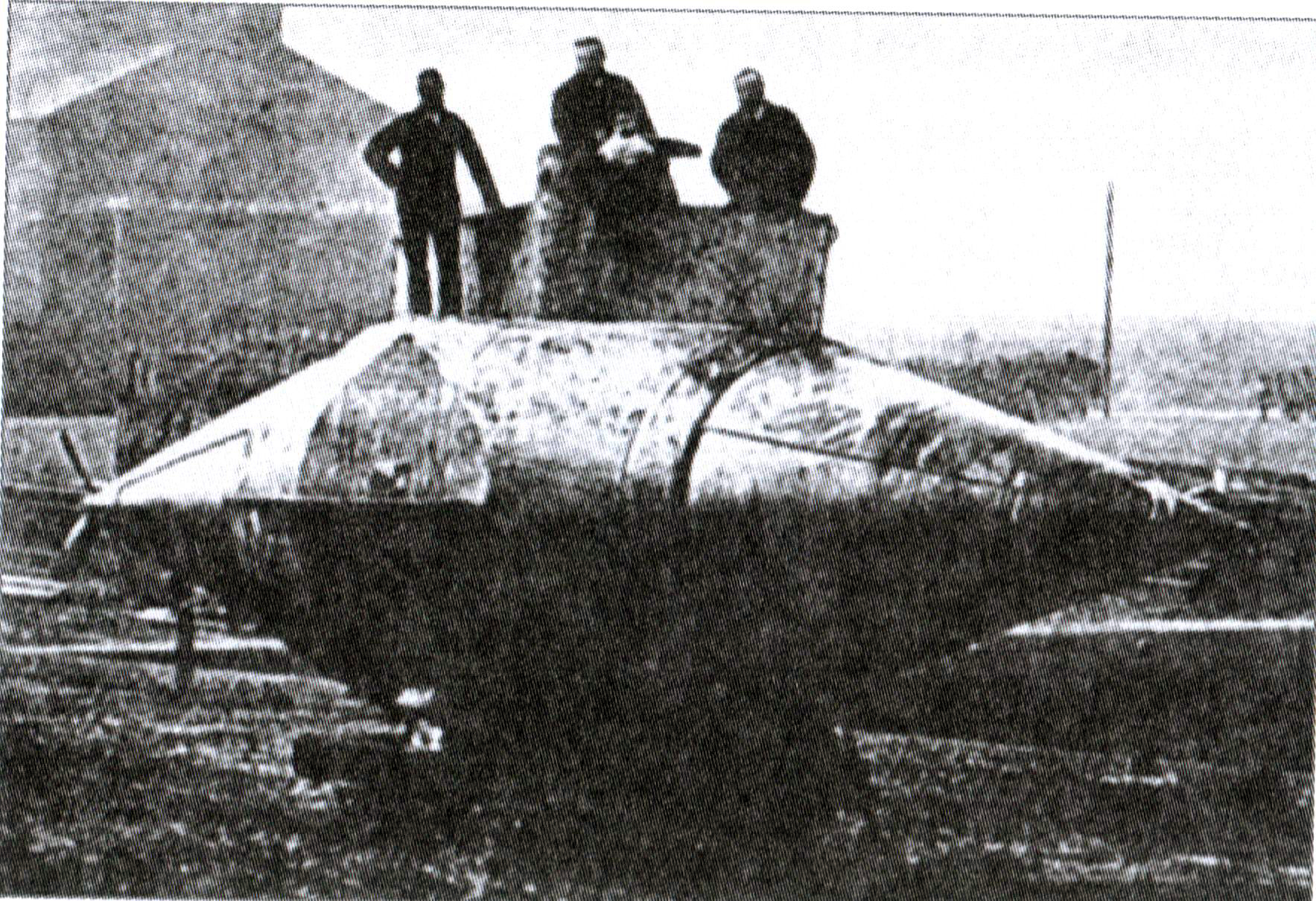
Подводная лодка «Порт-Артурец», которой командовал мичман Б. Вилькицкий (предположительно он в центре). Порт-Артур. 1905

В 1908 г. окончил Николаевскую морскую академию по гидрографическому отделу (штурманская специализация) и 20 декабря того же года произведён в чин старшего лейтенанта. В 1908—1912 гг. выполнял ответственные гидрографические и геодезические работы на Балтийском море и на Дальнем Востоке. 6 декабря 1912 г. получил чин капитана 2-го ранга.
В начале 1913 г. капитан 2-го ранга Вилькицкий назначен командиром ледокольного парохода «Таймыр» и помощником начальника гидрографической экспедиции Северного Ледовитого океана. Ледокольным пароходам «Таймыр» и «Вайгач» (командир — П. А. Новопашенный) предстояло выполнить съёмку побережья и островов Северного Ледовитого океана, выявить возможности мореплавания по Северному морскому пути. Из-за внезапной болезни начальника экспедиции, полковника корпуса флотских штурманов И. С. Сергеева, морской министр в июле 1913 г. возложил руководство на Вилькицкого. В 1913 году экспедиция открыла Землю Императора Николая II (Северную Землю), остров Цесаревича Алексея (Малый Таймыр) и остров Старокадомского. В 1914—1915 годах совершил первое сквозное плавание по Северному морскому пути из Владивостока в Архангельск, открыв новый остров Новопашенного (ныне — Остров Жохова). Экспедиция прибыла в Архангельск 16 сентября 1915 года.
Материалы и документы этой экспедиции были эвакуированы в Ярославль во время Первой мировой войны и почти все погибли при артиллерийском обстреле города частями Красной армии во время подавления Ярославского восстания.
Вилькицкий был назначен командиром достраивавшегося в Петрограде эсминца «Летун». После достройки эсминца с июня 1916 принимал участие в операциях флота на Балтийском море и 30 июля был произведён «за отличие» в чин капитана 1-го ранга. За удачную постановку минного заграждения 17 октября 1916 года у неприятельских берегов Вилькицкий был награждён Георгиевским оружием.
В 1917—1918 годах капитан 1-го ранга Вилькицкий — дежурный офицер оперативного отделения Службы связи Балтийского флота. В июне 1918 г. он был назначен начальником советской гидрографической экспедиции Западно-Сибирского района Северного Ледовитого океана для обеспечения вывоза хлебных грузов в европейскую часть России. Выехал в Архангельск и в августе перешёл на сторону Северного правительства.
Находился в распоряжении правительства Верховного управления Северной области, которое в 1919 году произвело Вилькицкого в чин контр-адмирала.
Возглавлял Карскую экспедицию 1919 года, преследовавшую как военные и торговые (доставку оружия, сопровождение английских и шведских пароходов), так и гидрографические цели — специальным отрядом экспедиции Западно-Сибирского района Северного ледовитого океана командовал К. К. Неупокоев.
При эвакуации войск Северной армии генерала Миллера из Архангельска 19—21 февраля 1920 года руководил этой операцией, одновременно командуя ледокольным пароходом «Косьма Минин» с пассажирами на борту и буксируя яхту «Ярославна» в сопровождении ледокола «Канада». По пути в Норвегию в районе полуострова Рыбачий, приняв под свою команду ещё пароходы «Кильдин» и «Ломоносов», которые вышли из Мурманска, 26 февраля 1920 года адмирал Вилькицкий привёл корабли с военнослужащими Северной армии и беженцами в Норвегию. Преодолев при выходе из Архангельска ледовые поля и длительное преследование (с артиллерийским обстрелом) кораблями Красного флота, отряд адмирала Вилькицкого 26 февраля 1920 года вошёл в фиорд порта Тромсё. После доставки генерала Миллера и пассажиров в Норвегию привёл свой ледокольный пароход «Косьма Минин» и сопровождавшие его пароходы на Чёрное море, передав их в Крыму в состав Черноморского флота Русской армии.
В феврале 1920 года эмигрировал в Англию, где жил и работал до 1922 г. Именем Вилькицкого были названы острова в море Лаптевых, открытые экспедицией Амундсена в 1919 году. Находясь за рубежом, Вилькицкий продолжал интересоваться проблемами русского Севера, высказал ряд конструктивных предложений по организации судоходства по так называемому Карскому морскому пути. В 1923 и 1924 годах по приглашению внешнеторговых организаций СССР участвовал в подготовке и проведении 3-й и 4-й Карских товарообменных экспедиций, был начальником морской части этих предприятий, обеспечил успешный переход больших групп транспортных судов и грузовые операции.
С 1925 года — вновь в Англии, где состоял на службе в частных судовладельческих компаниях.
С 1926 по 1928 год работал гидрографом в Бельгийском Конго в качестве начальника бригады по гидрографическому изучению нижнего Конго. Такие бригады обычно состояли из трёх европейцев и тридцати африканцев и имели специально оборудованный пароход и несколько моторных лодок.

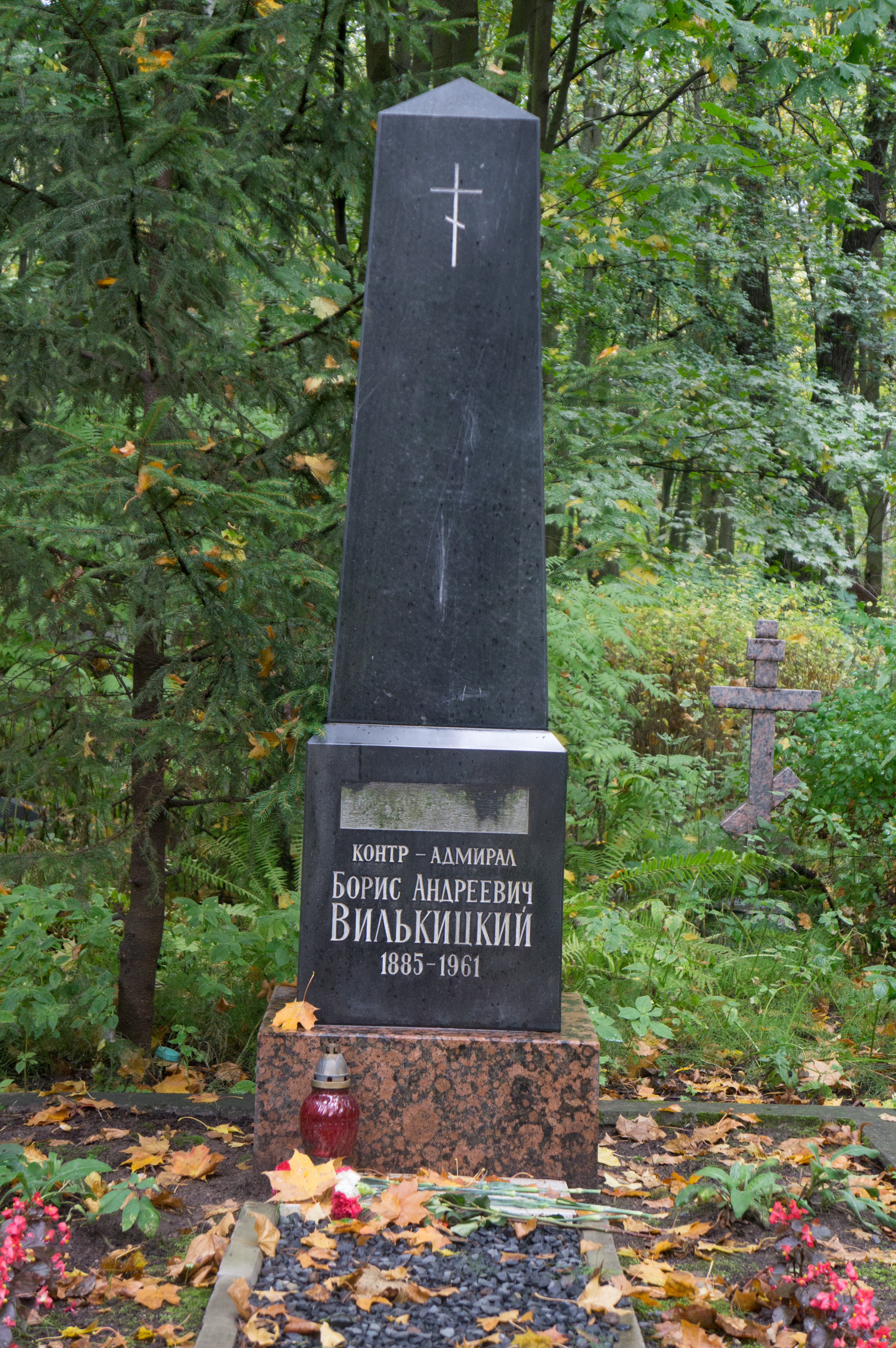
Фото надгробия

Вернувшись в Брюссель, вёл скромную жизнь бухгалтера и преподавателя русского языка. Скончался в Брюсселе в 1961 году.
20 ноября 1996 года прах Бориса Андреевича Вилькицкого был перезахоронен на Смоленском кладбище Санкт-Петербурга рядом с могилами его отца Андрея Ипполитовича (1858—1913) и младшего брата Юрия Андреевича (1888—1905).59°56′37″ с. ш. 30°14′49″ в. д.
У Бориса Андреевича и жены его Надежды Валериановны была дочь Татьяна (1913 — 1947), и сын Андрей (1916 - 1943).

## Награды
За участие в русско-японской войне
- 29 ноября 1904 года Орден Святого Станислава 3-й степени с мечами и бантом[3]
- 10 января 1905 года Орден Святого Владимира 4-й степени с мечами и бантом
- 12 декабря 1905 года Орден Святой Анны 4-й степени с надписью «За храбрость»
- в 1906 году серебряная медаль «В память русско-японской войны»
- 19 марта 1907 года Орден Святой Анны 3-й степени с мечами и бантом
- в 1914 году нагрудный знак крест «За Порт-Артур».

За труды по исследованию Арктики
- 6 декабря 1914 года Орден Святой Анны 2-й степени
- 19 октября 1915 года подарок с вензелевым изображением Высочайшего Имени
- 12 ноября 1915 года знак в память Гидрографической экспедиции Северного Ледовитого океана
- Константиновская медаль Русского географического общества
- золотая медаль «Ла Рокет» французского географического общества[14]
- в 1926 году золотая медаль «Вега» Шведского общества антропологии и этнографии

За участие в Первой мировой войне
- в 1917 году Георгиевское оружие с надписью "За храбрость"

Иные награды
- Орден Святого Станислава 2-й степени (1911)[3]
- Назначен флигель-адъютантом к Его Императорскому Величеству (20.03.1914)[3]
- Монаршее благоволение и подарок с вензелевым изображением Высочайшего имени (19.10.1915)[3]
- Орден Спасителя 5-й степени (1910, Греция)[3]
- Орден Благородной Бухары 3-й степени (1911, Бухарский эмират)[3]

## Адреса в Санкт-Петербурге — Петрограде
- 1900—1912 — набережная Екатерининского канала (Грибоедова с кон. 1920-х), 96[15];
- 1912—1913 — Преображенская улица (Рылеева с кон. 1920-х), 27;
- 1913—1917 — 8-я Рождественская (Советская с 1923) улица, 38.

## Память

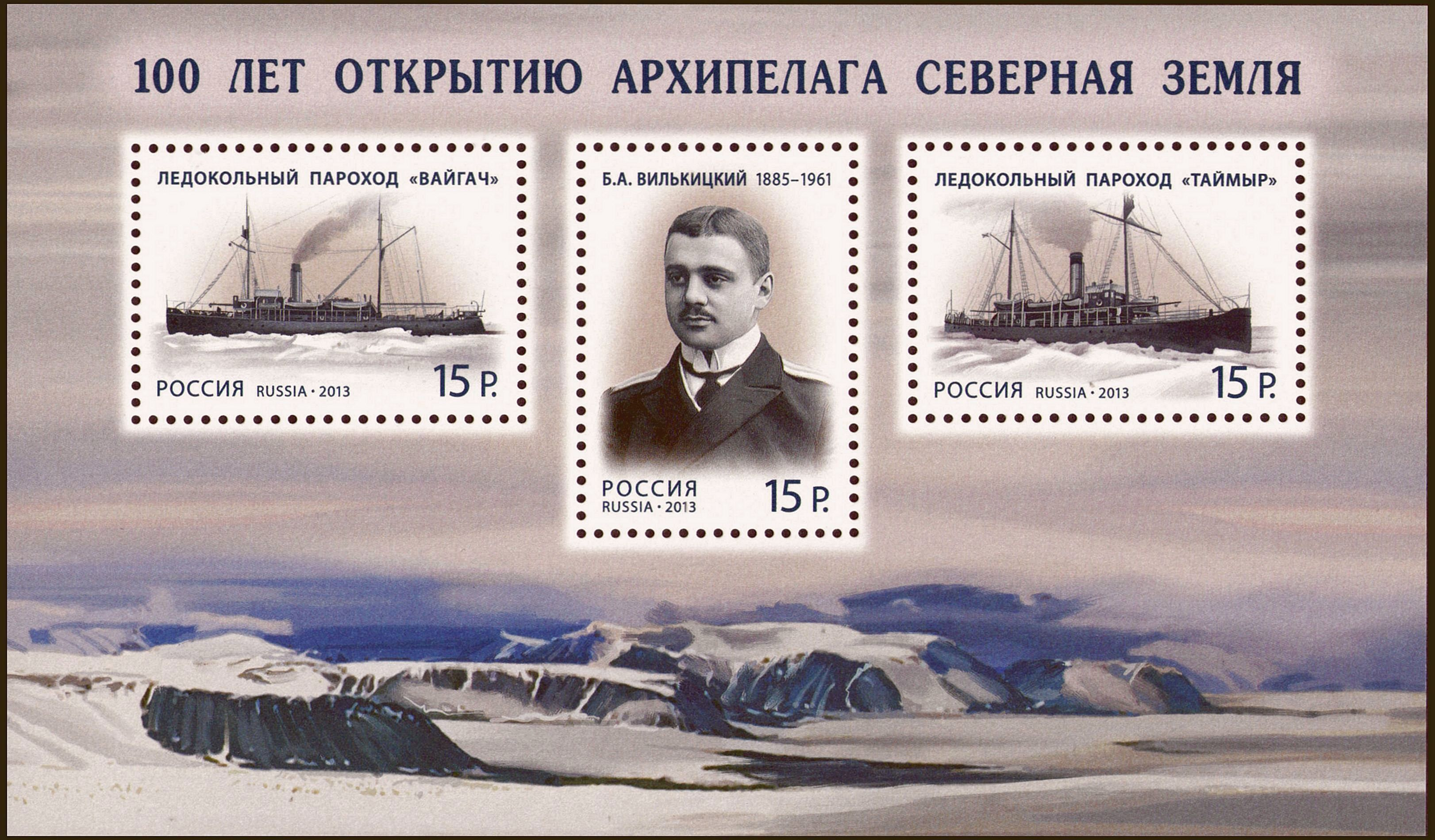
Почтовый блок России, 2013 год

- В честь Бориса Вилькицкого и его отца Андрея названы 9 топонимов на карте Арктики. Самый знаменитый из них пролив Вилькицкого между Таймыром и Северной Землёй, а также залив в Баренцевом море, два мыса и ледник на островах Новая Земля, четыре острова (в Енисейском заливе, среди островов Де-Лонга, в заливе Терезы Клавенес и в архипелаге Норденшёльда).
- 20 декабря 2002 года на доме по адресу набережная канала Грибоедоева, 96 была установлена мемориальная доска (архитектор Т. Н. Милорадович) с ошибочными датами в тексте: «В этом доме с 1901 по 1913 год жили выдающиеся российские гидрографы, исследователи Северного морского пути Андрей Ипполитович и Борис Андреевич Вилькицкие.» Надо: 1900—1912 так как в 1900—1901 он жил по этому же адресу.
- В 2013 году был выпущен почтовый блок России.
- В честь Бориса Вилькицкого и его отца Андрея назван бульвар на Васильевском острове Санкт-Петербурга.
- 20 июня 1997 года в честь Б. А. Вилькицкого и А. И. Вилькицкого назван астероид 5314 Wilkickia, открытый в 1982 году астрономом Н. С. Черных.

## Сочинения
- Вилькицкий Б. А. Земля Императора Николая II // Возрождение. — Париж, 1934. — Т. 2, № 3140.
- Вилькицкий Б. А. Когда, как и кому я служил под большевиками. — Архангельск, 2001. https://drive.google.com/file/d/1xqm7XZf-TCiuYx0KspxZL-3a7_EkDQwD/view?usp=sharing